# Geografía de Groenlandia
Groenlandia, la isla más grande del mundo, se encuentra entre el océano Ártico y el océano Atlántico Norte, al noreste de Canadá y el noroeste de Islandia. Groenlandia hace relativamente poco ha adquirido una frontera terrestre con Canadá tras varias discusiones políticas sobre la posesión de la Isla Hans en el noroeste de la isla en 1974, pero antes de eso, fue una isla sin fronteras terrestres. Tiene aproximadamente 44.087 kilómetros de costa y una escasa población se limita a pequeños asentamientos a lo largo de esta. Groenlandia posee la segunda capa de hielo más grande del mundo.
Groenlandia se encuentra sobre la placa de Groenlandia, una placa de conexión de la placa Norteamericana. El cratón de Groenlandia está compuesto por algunas de las rocas más antiguas sobre la faz de la tierra. El cinturón supracortical de Isua en el suroeste de Groenlandia contiene las rocas más antiguas conocidas en la Tierra, que datan de hace 3700 - 3800 millones de años.
La vegetación es generalmente escasa, con la única parte de tierras forestales localizadas en el municipio de Nanortalik en el extremo sur, cerca del Cabo Farewell.
El clima va desde ártico a subártico, con veranos frescos e inviernos fríos. El terreno es principalmente una capa de hielo con un suave declive que cubre toda la tierra a excepción de una estrecha, montañosa, árida y rocosa costa. La elevación más baja es el nivel del mar y la elevación más alta es la cumbre del Gunnbjorn Fjeld, el punto más alto en el Ártico a 3.694 metros. El punto más septentrional de la isla de Groenlandia es el cabo Morris Jesup, descubierto por el Almirante Robert Peary en 1909. Los recursos naturales son el zinc, el plomo, mineral de hierro, carbón, molibdeno, oro, platino, uranio, peces, focas y ballenas.

## Área
total: 2.175.600 km²(est.)

suelo: 2.175.600 km² (341.700 km² libre de hielo, 1.833.900 km² cubierto de hielo) (est.)
Reclamación marítima:

zona de pesca exclusiva: 200 millas náuticas (370,4 km; 230,2 mi)

mar territorial: 3 millas náuticas (5,6 km; 3,5 mi)

## Uso de la tierra
Tierra de cultivo: aproximadamente 0%; algunas tierras se utiliza para cultivar forraje.

Cultivos permanentes: aproximadamente 0%

Pastos permanentes: 1%

Bosques y monte bajo: 0% aproximadamente, hay un bosque en el municipio de Nanortalik.

Otros: 99% (1993 est)
Población total: 56.000 habitantes de los cuales aprox. 15.000 viven en la capital Nuuk.

## Peligros naturales
La capa de hielo permanente cubre el 84% del territorio, el resto representa el permafrost.

## Medio Ambiente - temas de actualidad
Protección del medio ambiente del Ártico, el cambio climático, la contaminación de la cadena alimentaria, la preservación de la forma de vida tradicional de los inuit, incluyendo la caza de ballenas, la caza excesiva de las especies en peligro de extinción (morsas, osos polares, ballenas narval, beluga y varias aves marinas) - Groenlandia participa activamente en el Inuit Circumpolar Council (ICC).

## Ciudades
Groenlandia tiene 18 ciudades - asentamientos con más de 500 habitantes. Nuuk es la ciudad más grande - y la capital - con aproximadamente un tercio de la población urbana del país. Sisimiut con aproximadamente 6.000 habitantes es la segunda ciudad más grande, mientras que Ilulissat es el número tres con 5.000 habitantes.

### Lista de ciudades por orden alfabético
- Aasiaat
- Ilulissat
- Ittoqqortoormiit
- Kangaatsiaq
- Maniitsoq
- Nanortalik
- Narsaq
- Narsarsuaq
- Nuuk
- Paamiut
- Qaanaaq
- Qaqortoq
- Qasigiannguit
- Qeqertarsuaq
- Sisimiut
- Tasiilaq
- Upernavik
- Uummannaq

## Clima

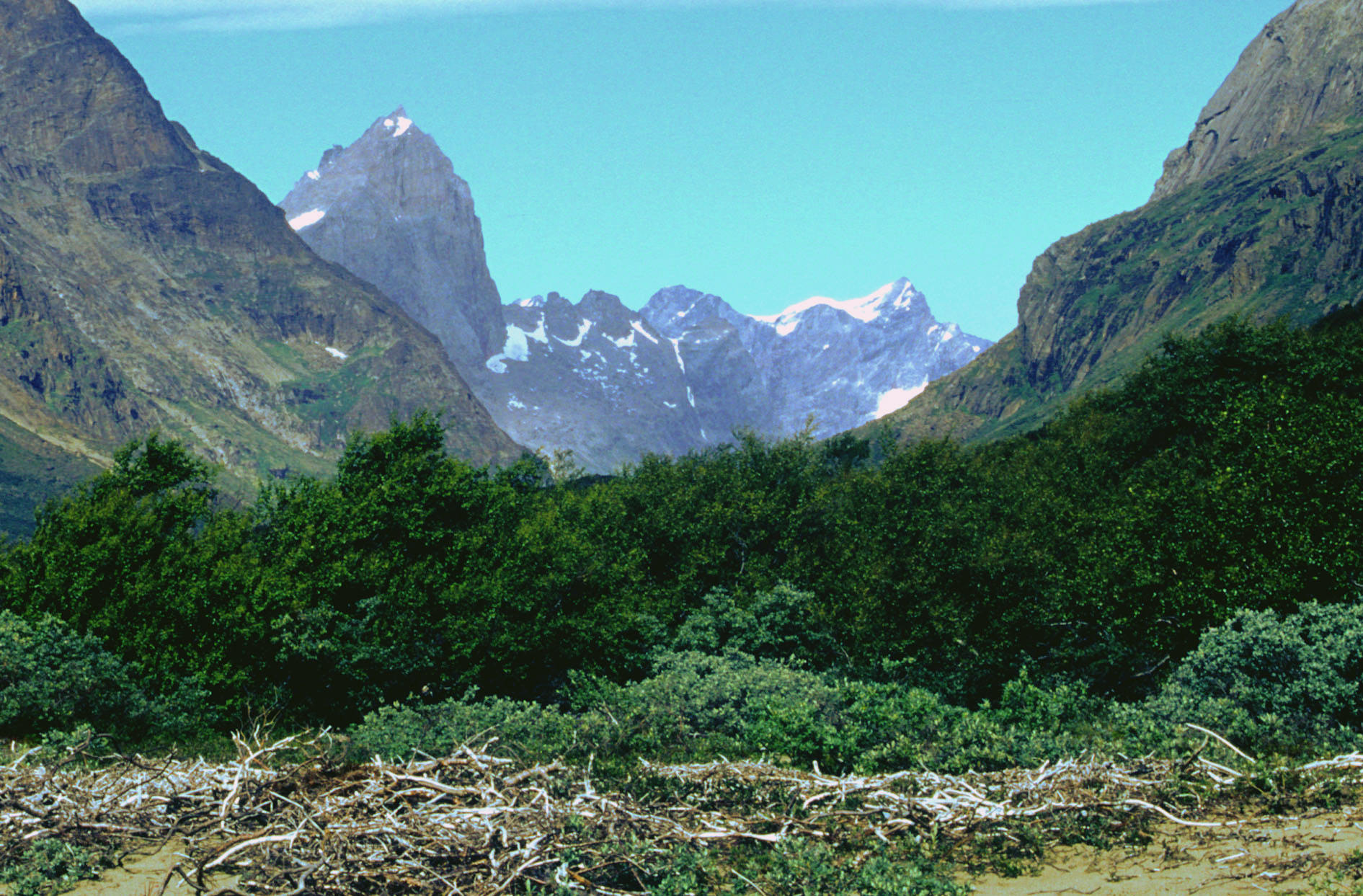
Valle de Qinngua, donde se encuentra el único bosque de Groenlandia

Greenland map of Köppen climate classification

Groenlandia tiene un clima de tundra cerca de las costas y un clima gélido en el interior. Los veranos son frescos y los inviernos largos y moderadamente fríos.
Debido a la influencia de la corriente del Golfo, las temperaturas invernales son suaves para la latitud. En Nuuk, la capital, las medias invernales de temperatura son solo de -9.oC. En comparación, la media invernal para Iqaluit, la capital de Nunavut, en Canadá, es de unos -27.oC. Por el contrario, en verano, las temperaturas son muy suaves, , con una media en torno a los 10.oC, insuficientes para mantener una vegetación arbórea.
En la capa de hielo de Groenlandia, la temperatura está por debajo de cero todo el año, y los récords de temperaturas elevadas apenas superan el punto de congelación. En el centro, en Summit Camp, a 3216 m de altitud, el récord es de 2,2.oC.
En el extremo sur de Groenlandia se encuentra el pequeño bosque del valle de Qinngua, ya que en ese lugar las temperaturas son lo bastante altas para permitr la existencia de árboles. Hay montañas de 1500 m rodeando el valle, que lo protegen del frío y de los vientos que atraviesan la capa de hielo. Es el único bosque de Groenlandia, pero solo tiene 15 km de largo.
En Nuuk caen una media de 780 mm anuales, con un mínimo en abril de 45 mm y un máximo en septiembre de 90 mm. La media de días anuales con lluvia es de 160 días, de los que 105 son de nieve. Llueve de 10 a 14 días mensuales. Las temperaturas oscilan entre los -5,6.oC a -10,4.oC de enero y los 4.oC a 10,4.oC de julio y agosto, aunque en estos meses se pueden alcanzar los 25.oC.

## Áreas protegidas de Groenlandia

Parque nacional del nordeste de Groenlandia y divisiones territoriales

En Groenlandia hay 26 zonas protegidas, unos 885.525 km², el 41,11% del total de 2.154.016 km² del territorio, y 102.254 km² de áreas marinas, el 4,52% de la superficie que corresponde al país, 2.264.467 km². De esta superficie, 1 es un parque nacional y 11 son reservas naturales. Además, hay 1 reserva de la biosfera de la Unesco, 1 sitio patrimonio de la humanidad y 12 sitios Ramsar.

#### Parque nacional
- Parque nacional del noreste de Groenlandia, 972.000 km². Reserva de la biosfera de la Unesco.

#### Reservas naturales
- Bahía Melville, 10.500 km²
- Kitsussunnguit–Grønne Ejland, 70,7 km²
- Fiordo de Ilulissat, 4024 km². Patrimonio de la humanidad.
- Arnangarnup Qoorua-Paradisdalen, 92 km²
- Arktisk Station, 2,07 km²
- Austmannadalen, 598 km²
- Akilia, 1,5 km²
- Ivittuut y Kangilinnguit, 573,3 km²
- Qinnguadalen, Qinngeq Kujalleq, Tasersuaq y Kuussuaq, 30,1 km²
- Uunartoq, 6,05 km²
- Klosterdalen, 22 km²

## Galería

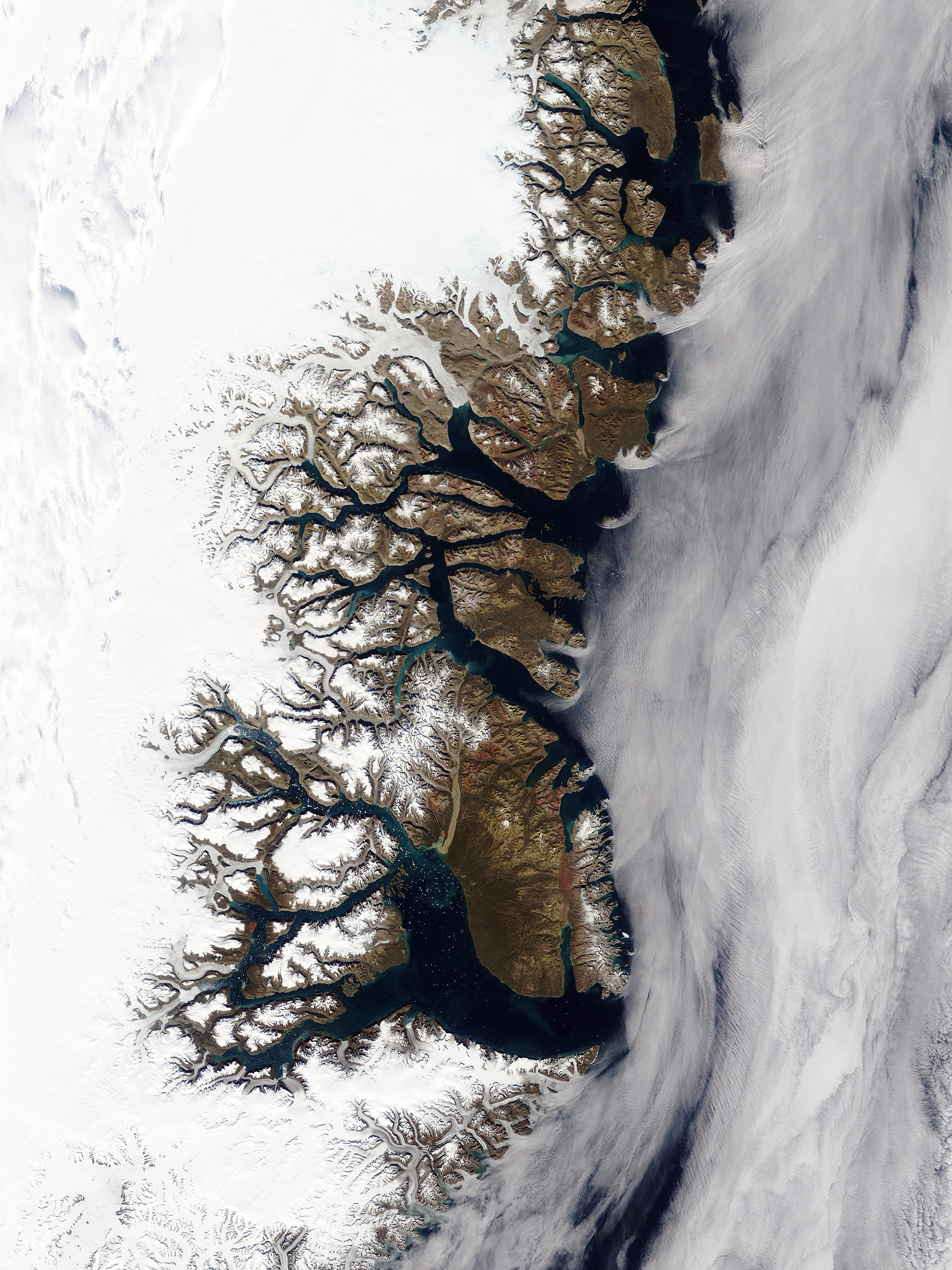
Fractal de la costa oriental de Groenlandia, con sus numerosos fiordos.
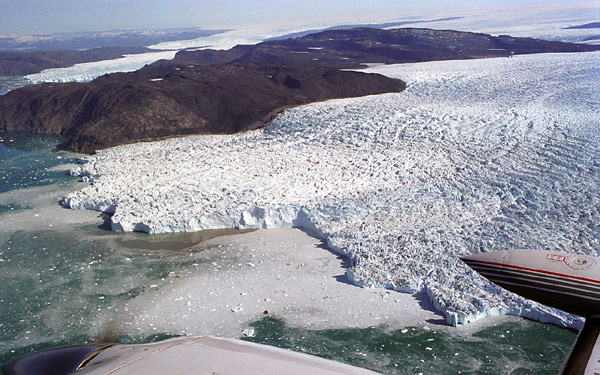
El glacial Sermeq Kujalleq en la costa occidental de Groenlandia.
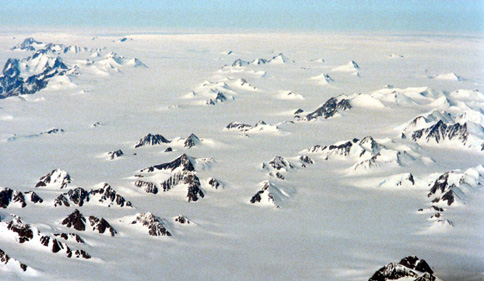
Nunataks en la costa oriental de Groenlandia.
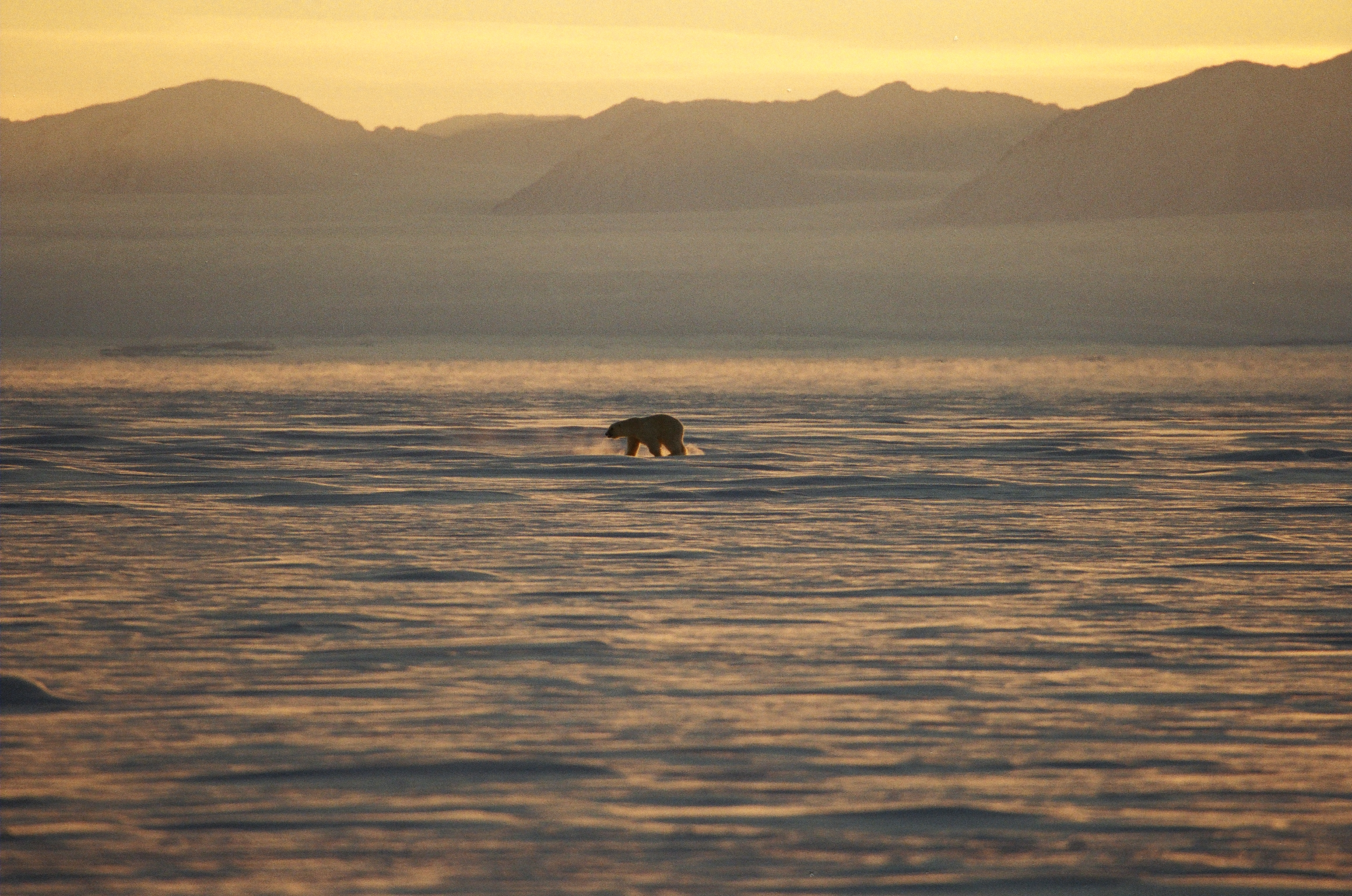
Un oso polar en la costa oriental de Groenlandia.
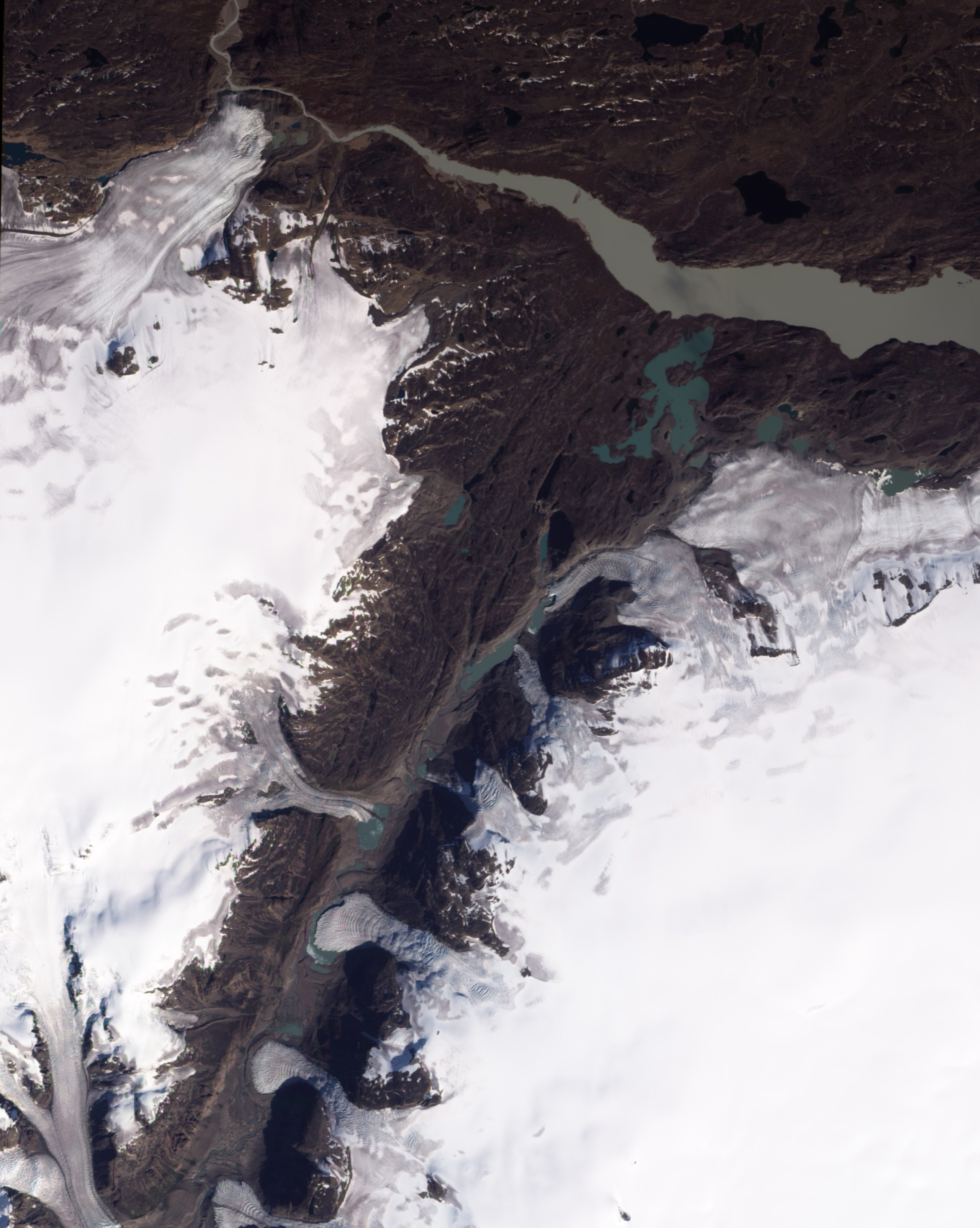
Imagen mostrando pequeños glaciares derramando en un valle principalmente seco en el oeste de Groenlandia.
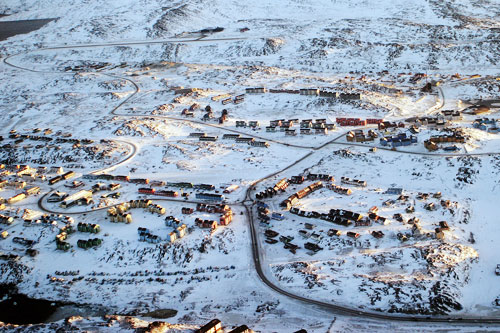
Capital de Groenlandia, Nuuk.